# Aragaki Yui
Aragaki Yui (新垣 結衣 (Tân Viên Kết Y) sinh ngày 11 tháng 6 năm 1988) là một nữ ca sĩ, diễn viên kiêm người mẫu người Nhật Bản.
Với vẻ đẹp của mình, cô là một trong những thần tượng được yêu thích nhất tại Nhật Bản.

## Sự nghiệp
Sự nghiệp của Aragaki bắt đầu khi cô trở thành người mẫu cho tạp chí thời trang Nicola. Cô mở rộng sự nghiệp người mẫu của mình khi trở thành một người mẫu áo tắm vào năm 2004.
Năm 2005, cô tham gia diễn xuất lần đầu trong phim Dragon Zakura cùng với Yamashita Tomohisa và Nagasawa Masami.
Năm 2007, cô thủ vai chính Tahara Mika trong bộ phim Koizora, đóng cặp cùng Miura Haruma. Ngày 5 tháng 2, cô cho ra album đầu tay Sora.
Tháng 8, 2008, cô xuất hiện trong phim Code Blue cùng với Yamashita Tomohisa và Toda Erika.

### Phim truyền hình
| Năm  | Tựa đề                             | Vai diễn                | Kênh phát sóng | Chú thích          |
| ---- | ---------------------------------- | ----------------------- | -------------- | ------------------ |
| 2005 | Sh15uya                            | Ema                     | TV Asahi       | Vai chính          |
| 2005 | Dragon Zakura                      | Kosaka Yoshino          | TBS            | Vai phụ            |
| 2005 | Onna no Ichidaiki!                 | Fubuki Koshiji (khi bé) | Fuji TV        | Khách mời          |
| 2006 | True Love                          |                         | Fuji TV        |                    |
| 2006 | Kanojo no Koibumi                  |                         | TV Asahi       |                    |
| 2006 | Gal Circle                         | Nagisa                  | NTV            | Vai chính          |
| 2006 | My Boss My Hero                    |                         | NTV            | Vai chính          |
| 2007 | Papa to Musume no Nanokakan        | Kome Kawahara           | TBS            | Vai chính          |
| 2008 | Tín Hiệu Xanh                      | Shiraishi Megumi        | Fuji TV        | Vai chính          |
| 2009 | Tín hiệu xanh (tập đặc biệt)       | Shiraishi Megumi        | Fuji TV        | Vai chính          |
| 2009 | Smile                              | Hana Mishima            | TBS            | Vai chính          |
| 2010 | Angel Bank ~ Tenshoku Dairinin     | Kitashiro Kaoru         | TV Asahi       | Quần chúng (tập 1) |
| 2010 | Tín hiệu xanh 2                    | Shiraishi Megumi        | Fuji TV        | Vai chính          |
| 2011 | Zenkai Garu                        | Wakaba Ayukawa          | Fuji TV        | Vai chính          |
| 2011 | Ranma ½                            | Tendo Akane             | NTV            | Vai chính          |
| 2012 | Mou Yuukai Nante Shinai            | Erika Hanazono          | Fuji TV        | Vai chính          |
| 2012 | Rigaru Hai                         | Mayuzumi Machiko        | Fuji TV        | Vai chính          |
| 2013 | Soratobu Kouhoushitsu              | Inaba Rika              | TBS            | Vai chính          |
| 2013 | Rigaru Hai SP                      | Mayuzumi Machiko        | Fuji TV        | Vai chính          |
| 2013 | Rigaru Hai 2                       | Mayuzumi Machiko        | Fuji TV        | Vai chính          |
| 2014 | S - Saigo no Keikan                | Hayashi Iruma           | TBS            | Vai chính          |
| 2015 | Okitegami Kyōko no Bibōroku        | Kyōko Okitegami         | NTV            | Vai chính          |
| 2016 | Nigeru wa Haji da ga Yaku ni Tatsu | Moriyama Mikuri         | TBS            | Vai chính          |
| 2017 | Ties: A Miraculous Colt            | Matsushita Shoko        | NHK            | Vai chính          |
| 2017 | Tín hiệu xanh 3                    | Shiraishi Megumi        | Fuji TV        | Vai chính          |

### Phim điện ảnh
| Năm  | Tựa đề                                              | Vai diễn          | Nhà sản xuất            | Chú thích |
| ---- | --------------------------------------------------- | ----------------- | ----------------------- | --------- |
| 2007 | Waruboro                                            | Yamada            | Toei Company            |           |
| 2007 | Koisuru Madori                                      | Aoki Yui          | Cinequanon              |           |
| 2007 | Koizora                                             | Tahara Mika       | Toho                    | Vai chính |
| 2008 | Fure Fure Shojo                                     | Momoko Momoyama   | Shochiku                |           |
| 2009 | Ballad: Namonaki Koi no Uta                         | Công chúa Renheme |                         |           |
| 2010 | Hanamizuki                                          | Hirasawa Sae      | Toho                    |           |
| 2011 | Kirin no Tsubasa: Gekijoban Shinzanmono             | Kaori Nakahara    |                         |           |
| 2014 | Twilight Sasara Saya                                | Saya              | Warner Bros.            | Vai chính |
| 2015 | Khúc hát trên bờ môi                                | Kashiwagi Yuri    | Asmik Ace Entertainment | Vai chính |
| 2015 | S - Saigo no Keikan - Dakkan Recovery of Our Future | Hayashi Iruma     |                         |           |
| 2017 | Mix                                                 | Tomita Tamako     |                         | Vai chính |

## Danh sách đĩa nhạc

### Đĩa đơn
| Phát hành  | Tên           | Vị trí cao nhất trên Oricon và doanh số | Vị trí cao nhất trên Oricon và doanh số | Vị trí cao nhất trên Oricon và doanh số | Vị trí cao nhất trên Oricon và doanh số | Album |
| Phát hành  | Tên           | Hàng ngày                               | Hàng tuần                               | Ra mắt                                  | Overall                                 | Album |
| ---------- | ------------- | --------------------------------------- | --------------------------------------- | --------------------------------------- | --------------------------------------- | ----- |
| 2008/07/16 | "Make My Day" | 1                                       | 2                                       | 53,471                                  | 85,341                                  | Hug   |
| 2008/10/15 | "Akai Ito"    | 1                                       | 3                                       | 34,236                                  | 64,461                                  | Hug   |
| 2009/02/25 | "Piece"       | 6                                       | 7                                       | 18,204                                  | 25,283                                  | Hug   |
| 2009/05/27 | "Utsushie"    | 9                                       | 10                                      | 15,946                                  | 22,048                                  | Hug   |

### Album
| Phát hành  | Tên  | Vị trí cao nhất trên Oricon và doanh số | Vị trí cao nhất trên Oricon và doanh số | Vị trí cao nhất trên Oricon và doanh số | Vị trí cao nhất trên Oricon và doanh số |
| Phát hành  | Tên  | Hàng ngày                               | Hàng tuần                               | Ra mắt                                  | Overall                                 |
| ---------- | ---- | --------------------------------------- | --------------------------------------- | --------------------------------------- | --------------------------------------- |
| 2007/12/05 | Sora | 2                                       | 3                                       | 72,879                                  | 133,086                                 |
| 2009/06/17 | Hug  | 3                                       | 5                                       | 22,540                                  | 40,704                                  |
| 2010/09/22 | Niji | 2                                       | 4                                       | 19,888                                  | 29,902                                  |

## Giải thưởng và đề cử
| Năm  | Giải thưởng                                           | Hạng mục                         | Tham dự                              | Kết quả   |
| ---- | ----------------------------------------------------- | -------------------------------- | ------------------------------------ | --------- |
| 2007 | Giải thưởng phim Nikkan Sports lần thứ 20             | Diễn viên triển vọng             | Waruboro và Koizora                  | Đoạt giải |
| 2008 | Giải thưởng Elan d'or lần thứ 32                      | Diễn viên triển vọng             |                                      | Đoạt giải |
| 2008 | Liên hoan phim Yokohama lần thứ 29                    | Diễn viên triển vọng             | Koisuru Madori, Waruboro, và Koizora | Đoạt giải |
| 2008 | Giải thưởng Blue Ribbon lần thứ 50                    | Diễn viên triển vọng             | Koisuru Madori, Waruboro, và Koizora | Đoạt giải |
| 2008 | Giải Viện Hàn lâm Nhật Bản lần thứ 31                 | Diễn viên trẻ của năm            | Koizora                              | Đoạt giải |
| 2008 | Giải thưởng Golden Arrow lần thứ 45                   | Giải thưởng phim                 |                                      | Đoạt giải |
| 2009 | Giải thưởng Nikkan Sports Drama Grand Prix lần thứ 13 | Nữ diễn viên phụ xuất sắc nhất   | Smile                                | Đoạt giải |
| 2009 | Giải thưởng Television Drama Academy lần thứ 61       | Nữ diễn viên phụ xuất sắc nhất   | Smile                                | Đoạt giải |
| 2014 | Giải thưởng Television Drama Academy lần thứ 79       | Nữ diễn viên phụ xuất sắc nhất   | Rigaru Hai 2                         | Đoạt giải |
| 2016 | Giải thưởng Confidence Award Drama lần thứ 2          | Nữ diễn viên chính xuất sắc nhất | Okitegami Kyōko no Bibōroku          | Đoạt giải |
| 2017 | Giải thưởng Confidence Award Drama lần thứ 6          | Nữ diễn viên chính xuất sắc nhất | Nigeru wa Haji da ga Yaku ni Tatsu   | Đoạt giải |
| 2017 | Giải thưởng Television Drama Academy lần thứ 91       | Nữ diễn viên chính xuất sắc nhất | Nigeru wa Haji da ga Yaku ni Tatsu   | Đoạt giải |
| 2017 | Giải thưởng Hashida lần thứ 25                        | Nữ diễn viên chính xuất sắc nhất | Nigeru wa Haji da ga Yaku ni Tatsu   | Đoạt giải |
| 2017 | Giải thưởng Nikkan Sports Drama Grand Prix lần thứ 20 | Nữ diễn viên chính xuất sắc nhất | Nigeru wa Haji da ga Yaku ni Tatsu   | Đoạt giải |
| 2017 | Giải thưởng Tokyo Drama lần thứ 10                    | Nữ diễn viên chính xuất sắc nhất | Nigeru wa Haji da ga Yaku ni Tatsu   | Đoạt giải |
| 2017 | Giải thưởng phim Nikkan Sports lần thứ 30             | Nữ diễn viên chính xuất sắc nhất | Mix                                  | Đề cử     |